# Stu Butterfield
Stu Butterfield (* um 1950) ist ein britischer Jazz- und Improvisationsmusiker (Schlagzeug).
Butterfield begann seine Karriere als Musiker Ende der 1960er-Jahre; nach mehreren Jahren abseits der Musikszene arbeitete er ab den 1990er-Jahren in London u. a. mit Marcio Mattos, John Rangecroft, Lol Coxhill und Veryan Weston, ab 1999 auch im Quartett von Henry Lowther und Jim Mullen, in der Great Wee Band (mit Lowther, Stan Sulzmann, Jim Mullen, Dave Green) und schließlich mit Chris Biscoe, auf dessen Alben Gone in the Air (2008), Profiles of Mingus (2009) und Live from Campus West (2011) er zu hören ist. Im Bereich des Jazz war er zwischen 1996 und 2011 an neun Aufnahmesessions beteiligt. Butterfield ist außerdem Mitbegründer des Strayhorn Project, das seit 2003 weniger bekannte Kompositionen Billy Strayhorns interpretiert und das Album Multicoloured Blue vorlegte (mit Phil Lee, Steve Kaldestad, Oli Hayhurst).

## Diskographische Hinweise
- Veryan Weston/Stu Butterfield/John Grieve/John Edwards: Unearthed (33 Records, 1998)
- Henry Lowther & Jim Mullen: Fungii Mama (GWB, 2002)